# Dolops carvalhoi
Dolops carvalhoi is een visluizensoort uit de familie van de Argulidae. De wetenschappelijke naam van de soort is voor het eerst geldig gepubliceerd in 1949 door Lemos de Castro.